# 源氏六十三首之歌
『源氏六十三首之歌』（げんじろくじゅうさんしゅうた）は、『源氏物語』の巻名を順に読み込んでいった62首からなる歌集である。

## 概要
独立した文献として、または『源氏物語』の注釈書、梗概書、源氏物語古系図などの一部として『源氏物語』の巻名を列挙した「源氏物語巻名目録」、「源氏物語目録」や「源氏目録」と呼ばれる文献は数多く存在している。またこれらの「巻名の並び」を歌の中に詠み込んで歌集の形にした「源氏物語巻名歌」と呼ばれるものも数多く存在する。本歌集もそのような「源氏物語の巻名を歌に詠み込んだ歌集」のひとつである。本歌集では短歌1首ごとに1巻ずつ巻名を歌に詠み込む形をとっており、「巻名歌」としてはもっともよく見られるタイプのものであるが、詠み込まれている巻名に他の類似の文献には見られないような、独自の特色をいくつも持っていることで知られている。本書そのものは平安時代末期から鎌倉時代までの間に成立したと見られるが、『竪横和歌』と題した寛文年間から元禄年間の間に書写されたと見られる本に含まれている一写本しか現存しない。この写本は書き誤りや脱落と見られるものが非常に多い写本である。

### 発見の経緯
本書は、もともとは旧島原藩主松平家（元三河深溝松平家）の初代藩主松平忠房が設けた「尚舎源忠房文庫」を元に歴代藩主が蒐集・所蔵していた「肥前嶋原松平文庫」に含まれていた。同文庫は明治時代に入り廃藩置県の後も、松平家の管理事務所に保管された後、一部に流出したものもあったものの、多くは未整理のまま残されていた。1948年（昭和23年）以後は島原公民館図書部が管理するようになり、1964年（昭和39年）4月10日に島原城天守閣の復原を記念して、松平家から島原市に正式に寄贈された。その際、九州大学の研究者らによって詳細な調査が行われ、それによって本文庫に本書や『光源氏物語本事』のような、他に類を見ないさまざまな文書の含まれていることが明らかになり、本文書についても今井源衛によって紹介され広く知られることになった。現在、本書は島原市立島原図書館が「肥前嶋原松平文庫」の中の1冊として所蔵しており、島原市指定文化財に指定されている。

## 特色
本歌集は含まれている歌の数が63首であり、このことは本歌集が前提としている『源氏物語』の巻数が63帖からなることを意味していると考えられるが、『源氏物語』に含まれる巻の数を63であるとするのは、あらゆる源氏物語の写本・注釈書・梗概書・巻名目録等の中でも特に多いもののひとつ、かつ他に例を見ない組み合わせである。脱落や書き誤りと考えられる部分を除くと、本歌集の各歌の1音目は「なもあみたふつ」で始まり、その後「あみたふつ」を10回くり返し、「あみたほとけ」で終わる構造を持っていると見られる。この中で現存の写本では第55首目になる夢浮橋の歌が「た」で始まり、続く第56首目の「さむしろ」歌が「つ」で始まるため、ここに一首「ふ」で始まる歌が脱落していると考えられる。もともとは標題のとおり63首含まれていたが、何らかの理由で第56首目であったこの部分の1首が欠落してしまったため、現存の写本には62首しか残っていないと考えられている。

### 巻名及びその並べ方の特色
本歌集での第1首目から第55首目までにおける巻名の並べ方は、基本的には現存の54帖からなる『源氏物語』と同じであるが、
- 「若菜」を上下2帖として数えている。
- 「雲隠」を1帖として数えている

ため「夢浮橋」が第55帖目になっている。またこの他に、
- 「紅梅」が「竹河」の後にあり、通常と逆の順序になっている[4]
- 橋姫が優婆塞の異名で呼ばれている[5]

といった特徴を持っている。本歌集の独自性とその価値は何よりも、その56首目以降に『源氏物語』の失われた巻名として伝えられているさまざまな巻名を読み込んでいることであり、『源氏物語』の巻数を63巻と伝えているところにある。
『源氏物語』の巻数は、1020年（寛仁4年）ころのことを1060年（康平3年）頃になって記したとされる『更級日記』の「五十よまき」にはじまり、現在と同じ54巻とする文献が最も多く、現在一般的に流布している青表紙本や河内本についても、その成立時から54巻という巻数であったと考えられている。また、近代以前には仏典の天台60巻になぞらえて60巻とするものが多く、60を超える巻数をあげる文献は絶無ではないものの非常に珍しく、本書のような「63巻」というのは他に例を見ないものである。

## 内容
- 1・桐壺（な）「なれぬれはたつに契つ聲をつて露のかこと言の葉にをく」
- 2・帚木（も）「もみちはヽきヽの梢におりかへて錦をあらふ秋の山かせ」
- 3・空蝉（あ）「あちきかき木の下露の侍るヽは鳴空蝉のなみたなりけり」
- 4・夕顔（み）「みたもなをみるまくほしきゆふかほの花になれにし人の振舞」
- 5・若紫（た）「たつねきてゆかりをとへはむさし野の若紫の露ははかなし」
- 6・末摘花（ふ）「ふみわくる山路の露にヽほひきて末摘花の色にひさしく」
- 7・紅葉賀（つ）「つきの夜はもみちの風にたなひきて錦をしける小野の山里」
- 8・花宴（あ）「あたにちる花のゑんをはむすはすしと春の別は扨もかなしき」
- 9・葵（み）「みしめなわかけてそいのるあふひ草神のめくみを□む」
- 10・賢木（た）「たふけもとの神の社の榊葉に白木錦かけてみそきせんとや」
- 11・花散里（ふ）「ふくをくる風をたよりのしるへにて花ちる里を尋ねてそとふ」
- 12・須磨（つ）「つきにねぬ須磨の浦人なれぬるか磯辺にたかく寄波の音」
- 13・明石（あ）「あきの夜の月影きえてあかしかに砂に白く露そ置そふ」
- 14・澪標（み）「みほさき道共いわしみほつくし露のて渡る松の浦かせ」
- 15・蓬生（た）「たれも又あわれとや見し蓬生の露の置野ののへにやすらひ」
- 16・関屋（ふ）「ふしのねのすそのは晴て清見潟岩屋に月の影はやとしつ」
- 17・絵合（つ）「つれて行雲井の鶴の一つかひ聲あわせたる暮のさひしさ」
- 18・松風（あ）「あたる迄その香そしるき山里の松かせかよふ宿のこふはい」
- 19・薄雲（み）「見わたせは花は尾上に顕てうす雲はるヽををちの山里本」
- 20・朝顔（た）「たえみするを哀とそみる朝かほの日影を待て露にしかかふ」
- 21・少女（ふ）「ふくる夜の月に余波の乙女子か真木の下戸もさヽぬかり庵」
- 22・玉鬘（つ）「つゆは玉かつらき山にみたれけりまたき色付嵐吹つヽ」
- 23・初音（あ）「あかすたヽ五月そ鳴けや蜀魂心尽しに侍し初音を」
- 24・胡蝶（み）「見えわかす小蝶は花にたくひつヽ桜ちりしく庭の遠方」
- 25・蛍（た）「たちわたるほたるのかけのうつろひて水に光のまさる玉の井」
- 26・常夏（ふ）「ふしなれてとこなつかしき移香をいつ迄いもか袖ににほひし」
- 27・篝火（つ）「月見れはたまきの桜ちりかヽり光やみかく風や行岸覧」
- 28・野分（あ）「あさきをのなかれのわきてひさしきは冰のむすふ冬の川」
- 29・行幸（み）「みかりはの狩場のみのヽ御幸に千代ふる里誰か行らん」
- 30・藤袴（た）「たれか又来てもたとらむ藤はかまほころひにける心をかまし」
- 31・真木柱（ふ）「ふちまきは白波立て宇治川の河霧ふかく見渡すをや」
- 32・梅枝（つ）「月影のかすめる宿の梅かえはおほろけあらぬ人そきて問」
- 33・藤裏葉（あ）「あら磯のきしへの岩に咲藤のうら葉を浪のあらふかわさる」
- 34・若菜上（み）「みよしのヽ芳野の草もたえせぬは老せぬ身にも若菜摘也」
- 35・若菜下（た）「たちわたる霞はかなしはかなくも飛きえて行鴈のひとつら」
- 36・柏木（ふ）「ふる里に初雁金のきてなかしはきは露吹秋かせそふくたつ」
- 37・横笛（つ）「つてにふく少小夜更方の横笛の音の身にしむ独りねの床」
- 38・鈴虫（あ）「秋の雨しくるヽのへにすヽむしの声ふりすてヽ夜もすから鳴」
- 39・夕霧（み）「道もみえすすゑもはるかの夕霧に分まこり散よはぬ秋の山野へ」
- 40・御法（た）「たくひなき弥陀の御法のふねうけてかの岸ちかくいつか渡らん」
- 41・幻（ふ）「ふして見る夢まほろしの世中におとろかぬ身の程もはつかし」
- 42・雲隠（つ）「月かけの夜半いく度かわるらんあきはひまなく雲かくれして」
- 43・匂宮（あ）「あたにちる花の香にほふ深山路にやすらふほとに暮ぬ春の日」
- 44・竹河（み）「水上はなかれひさしき竹川の水にも千世の色や見るらむ」
- 45・紅梅（た）「たヽこふるこふはひ香にも源そ深とそ念仏にそみてこくらくのそら」
- 46・橋姫（ふ）「ふたつなき身をすててはてヽむは玉の法を尋し程の久しさ」
- 47・椎本（つ）「つるに又木葉ちりしく椎か本に通嵐の音そひさしき」
- 48・総角（あ）「あま人にちきりむすひしあけ巻のとけぬは猶も浦久し」
- 49・早蕨（み）「見し人の契たえせぬさわらひのおりおりことをとふそうれしき」
- 50・宿木（た）「たれかみし軒端の梅のやとりきて月に霞て花にしたかふ」
- 51・東屋（ふ）「ふりくらすよそ人つらし東屋のしくにかひなきぬるヽすみの香」
- 52・浮舟（つ）「つりをたれおきにたヽよふ浮舟の浮ねをそする淀の岩岸」
- 53・蜻蛉（あ）「あたにおく露のうき身はかけろふの有かなきかの世を厭はヽや」
- 54・手習（み）「みのりせし書かわめたる手ならひのうき世の中のおもひ出と云」
- 55・夢浮橋（た）「玉つきをかけて小路に見し夢のうき橋といらし夜半の初雁」

前述のとおり、ここに一首（ふ）を一文字目に持つ歌の欠落があると見られる。
- 56・サムシロ（つ）「月の吹風さむしろを打ちはらひ幾嵐のゝうらみきつらん」
- 57・巣守（あ）「あわれ也軒端の竹に鶯の巣守と成し得るかい子は」
- 58・八橋（み）「三河には雲手に水のながるれは八橋かけて賑はしけ也」
- 59・さしくし?（た）「たまかつらかけておもひしさしくらに我黒かみのも泪するらめ
- 60・花見?（ほ）「おとをへて君にかたみの文なれは涙なかるゝ水茎の跡」
- 61・嵯峨野（と）「[8]としをへて山さかのほるおいうとのとるやつまもこりはてぬかな」
- 62・山路の露?（け）「けさみれは小菊かのへの秋風に玉ちる露の数もしられす」

## 翻刻
- 今井源衛「『源氏のゆふだすき』と『源氏六十三首之歌』」九州大学国語国文学会『語文研究』第25号（1968年（昭和43年）3月）のち『王朝文学の研究』角川書店、1970年（昭和45年）。及び『今井源衛著作集　第4巻　源氏物語文献考』笠間書院、2003年（平成15年）9月、pp.. 302-313。 ISBN 4-305-60083-8